# Борисов, Борис Исаакович
Борис Исаакович Борисов (настоящая фамилия Шут; ноябрь 1898, Кишинёв, Бессарабская губерния — 20 октября 1938, Украинская ССР) — советский разведчик, партийный и хозяйственный деятель.

## Биография
Родился в ноябре 1898 года в Кишинёве в семье Ицека-Дувида Янкелевича Шута. Окончил казённое еврейское училище там же (1907—1910). Работал в мануфактурном магазине, переплётчиком и в типографии в Кишинёве и в Одессе. В мае — октябре 1917 года был членом Бунда, в 1918 году вступил в Коммунистическую партию Румынии. В июле 1917 — январе 1918 года служил в Красной Гвардии. В январе — мае 1918 года — в подпольном бессарабском обкоме РКП(б) в Кишинёве и Бендерах. В мае 1919 года был арестован сигуранцей, находился в заключении в военных тюрьмах Румынии до октября 1920 года, затем до марта 1921 года вновь работал в бессарабском обкоме РКП(б) в Кишинёве. По командировке бессарабского обкома «для установления связи с румынскими коммунистами» в январе — феврале 1921 года посетил Яссы и Бухарест, затем нелегально перешёл границу и был назначен секретарём и заместителем председателя (А. Б. Гринштейна) Одесского отделения Закордота (созданной для координации подпольной работы в Бессарабии секции харьковского закордонного комитета ЦК КП(б) Украины), который решением Политбюро ЦК КП(б)У от 11 ноября 1921 года был переименован в Бюро коммунистической партии Бессарабии и Буковины; сотрудник для особых поручений уполномоченного разведывательного управления РККА в Украине.
С марта 1922 года по август 1926 года — уполномоченный разведывательного управления штаба РККА по работе в Бессарабии, действовал в Одессе, Киеве и Балте (тогда столице Молдавской АССР). В августе 1924 года вошёл в состав возглавляемой А. Б. Гринштейном Организационной комиссии по созданию Молдавской АССР, в которую также входили сотрудник транспортного отдела Одесского губернского комитета КП(б)У Г. И. Старый (Борисов), член Бессарабского обкома РКП(б) С. М. Бубновский и заведующий агитпропом Николаевского окружного партийного комитета И. И. Бадеев. Эта группа провела подготовительную работу для принятого 12 октября 1924 года Третьей сессией восьмого созыва Всеукраинского Центрального Исполнительного Комитета постановления «Об образовании Молдавской Автономной Советской Социалистической Республики».
С августа 1926 года по ноябрь 1927 года — ответственный секретарь Молдпрофсовета в Балте. С ноября 1927 года по сентябрь 1928 года в распоряжении разведывательного управления штаба РККА в Москве.
В сентябре 1928 года — марте 1929 года — политинспектор штаба военизированной охраны в Москве, с марта 1929 года по апрель 1931 года — секретарь парткома фабрики имени В. П. Ногина в Серпухове, затем заведующий отделом Союза металлистов в Москве. В апреле 1933 года — январе 1935 года — начальник политотдела машинно-тракторной станции в Ямполе Винницкой области, с января 1935 по декабрь 1936 года — секретарь райкома КП(б)У в Рыбнице Молдавской АССР. 25 марта 1937 года исключён из партии, арестован. Расстрелян 20 октября 1938 года.